# Casa consistorial de Castalla

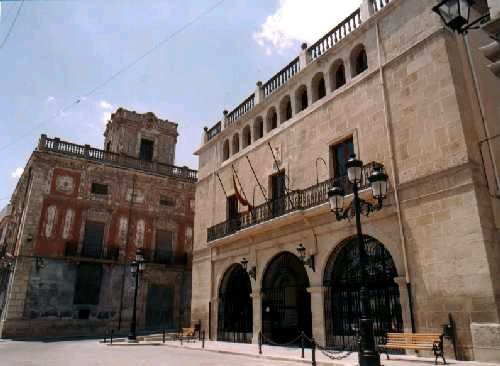
Casa consistorial de Castalla.

La Casa consistorial de Castalla (Provincia de Alicante, España) es un edificio de estilo renacentista construido a mediados del siglo XVII.
Se trata de un edificio con las características propias de las construcciones civiles de la época en Valencia: fachada de piedra de sillería, planta baja con tres arcos de medio punto que servían de Lonja, planta superior con diez ventanas de arco de medio punto, etc.